# Буряковское водохранилище
Буряковское водохранилище — небольшое русловое водохранилище на реке Орчик (правый приток р Орель). Расположено в Валковском районе Харьковской области, у села Буряковое. Водохранилище построено в 1967 году по проекту Харьковской экспедиции института Укргипроводхоз. Назначение — орошение, рыборазведение, рекреация. Вид регулирования — многолетнее.

## Основные параметры водохранилища
- Нормальный подпорный уровень — 126,74 м;
- Форсированный подпорный уровень — 132,10 м;
- Объём воды — 0,00248 км³;
- Полезный объём — 2120000 м³;
- Длина — 2,0 км;
- Средняя ширина — 0,3 км;
- Максимальные ширина — 0,55 км;
- Средняя глубина — 3,5 м;
- Максимальная глубина — 6,5 м;
- Площадь поверхности — 0,7 км².[источник не указан 1661 день]

## Основные гидрологические характеристики
- Площадь водосборного бассейна — 41,8 км².
- Годовой объём стока 50 % обеспеченности — 2370000 м.
- Паводковый сток 50 % обеспеченности — 1960000 м³.
- Максимальный расход воды 1 % обеспеченности — 25,3 м³/с.

## Состав гидротехнических сооружений
- Глухая земляная плотина длиной — 227 м, высотой — 9,2 м, шириной — 10 м. Заделка верхового откоса — 1:8, низового откоса — 1:3.
- Шахтный водосброс из монолитного железобетона высотой — 7,0 м, размерами 2,5×2,5 м.
- Рекомендуемый водовыпуск из двух стальных труб диаметром 300 мм длиной 17 м, совмещенный с шахтным водосбросом, оборудован защелками. Расчётный расход — 1,46 м³/с.

## Использование водохранилища
Водохранилище было построено для орошения в колхозе " Большевик " Валковского района. В настоящее время водохранилище передано в аренду для рыборазведения.